# Poli-hexanida
Poli-hexanida (poli(hexametileno biguanida), PHMB) é um polímero usado como desinfetante e antisséptico. Em dermatologia é mais conhecido como poli-hexanida (DCI) e comercializado sob nomes tais como Lavasept, Serasept, e Omnicide. O PHMB tem se mostrado eficaz contra a Pseudomonas aeruginosa, Staphylococcus aureus (inclusive linhagens resistentes à meticilina - MRSA), Escherichia coli, Candida albicans (levedura), Aspergillus brasiliensis (fungo), enterococos resistente à vancomicina, e Klebsiella pneumoniae (enterobacteriaceae resistente a carbapenema).
Alguns produtos contendo PHMB são utilizados para irrigação inter-operatória, desinfecção pré- e pós-cirúrgica da pele e das mucosas, curativos pós-operatórios, curativos cirúrgicos e não-cirúrgicos, banhos cirúrgicos/hidroterapia, feridas crônicas como úlcera de pé diabético e queimaduras, assepsia em pequenas incisões, cateterismo, escopias, primeiros socorros, desinfecção de superfície e de tecidos hospitalares. Colírio contendo PHMB tem sido usado como um tratamento para os olhos afetados por ceratite causada por Acanthamoeba.
Sob a marca Baquacil, é comercializado como sanitizante para água de piscinas e similares, no lugar de produtos à base de cloro ou bromo. Possui sobre estes a vantagem de não ter efeito oxidante, que pode causar a degradação de metais e revestimentos. Está comercialmente disponível como os produtos Baqua-Spa 3, Revacil Spa 3, e no sistema Leisure Time Free. No Brasil, a marca comercial mais conhecida é o Vantocil IB, comercializado pela Lonza.
PHMB também é usado como um ingrediente em alguns produtos para higienização de lentes de contato, em cosméticos, desodorantes corporais e alguns produtos veterinários.
Na maioria das formulações, o PHMB é utilizado na forma de sal de cloreto (também conhecido como hidrocloreto ou cloridrato), em função da alta solubilidade desta forma em água. Formas solúveis em outros solventes podem ser obtidas pela troca do contraíon (cloreto) por outros contraíons.